# ديونيسيو كالفو
ديونيسيو كالفو مواليد 20 نوفمبر 1903 في مانيلا - الوفاة 9 ديسمبر 1977، كان مدرب كرة سلة فلبيني ولاعب. مثّل منتخب بلاده. دخل قاعة مشاهير الاتحاد الدولي لكرة السلة.

## سجل المنافسة
شارك في المنافسات التالية:
- الألعاب الأولمبية الصيفية 1936
- الألعاب الأولمبية الصيفية 1948
- دورة الألعاب الآسيوية 1951

## روابط خارجية
- ديونيسيو كالفو على موقع أوليمبيديا (الإنجليزية)